# حزقيال خوسيه ليون روبيو
حزقيال خوسيه ليون روبيو (بالإسبانية: Juan José León Rubio)‏ هو سياسي مكسيكي، ولد في 1901. حزبياً، نشط في حزب العمل الوطني.